# Динамическое изменение напряжения
Динамическое изменение напряжения (англ. Dynamic Voltage Scaling, DVS) — технология, позволяющая уменьшать энергопотребление (а также перегрев) компьютерной системы в зависимости от её загрузки путём снижения тактовой частоты ЦПУ и напряжения его питания.
Мощность, затрачиваемая на переключение КМОП микросхемы, зависит от тактовой частоты и напряжения питания:
{\displaystyle P=CV^{2}f},
где P — потребляемая мощность;

C — ёмкость затворов транзисторов;

V — напряжение питания;

f — тактовая частота.
Максимальная  рабочая частота КМОП микросхемы зависит от напряжения питания (практически линейно при условии, что напряжение питания значительно превосходит напряжение формирования инверсионного слоя, при котором происходит открытие транзистора), поэтому при снижении напряжения питания необходимо одновременное снижение тактовой частоты, что уменьшает производительность системы. Само по себе снижение тактовой частоты не уменьшает энергопотребление, поскольку увеличивает время выполнения задачи, уменьшая время простоя процессора. 
{\displaystyle t=k{\frac {V}{(V-V_{T})^{2}}}},
где  t — время задержки элемента;

k — константа, зависящая от размеров и ёмкости затвора;

VT — напряжение формирования инверсионного слоя.
{\displaystyle f={\frac {1}{L\cdot t}}},
где  f — максимальная  рабочая частота;

L — максимальное количество последовательно соединённых элементов.
Алгоритм, реализующий динамическое  изменение напряжения, собирает статистику загрузки системы по интервалам времени, предсказывает загрузку на следующий временной интервал и соответственно устанавливает необходимую скорость процессора. Программное обеспечение  DVS включает в себя: планировщик задач операционной системы, собирающий статистику загрузки системы; управляющая программа  DVS, обрабатывающая статистику и вычисляющая требуемую скорость и драйвер CPUFreq, устанавливающий частоту процессора. Аппаратное обеспечение компьютера преобразует требуемую частоту в напряжение питания процессора.
Для приложений реального времени использование технологии DVS может представлять серьёзную проблему, поскольку при снижении тактовой частоты выполнение задачи к определённому времени уже не гарантируется.